# Мамедли, Эльшан Эльдар оглы
Эльшан Эльдар оглы Мамедли (азерб. Elşən Eldar oğlu Məmmədli; род. 24 августа 1992, Баку) — азербайджанский писатель, сценарист. Член Союз писателей Азербайджана и Союза писателей России.

## Биография
Эльшан Мамедли родился 24 августа 1992 года в городе Баку. В 2013 году поступил на юридический факультет Бакинского государственного университета. Творческую деятельность начал с рассказов о молодом скептике, который пытается познавать этот мир по-своему, объединив все истории в 2013 году в единую книгу под названием «Человек, стоящий в 24-м ряду». Книга была высоко оценена представителями Академии наук, после чего в 2015 году был издан роман «В конце было Слово», расширяющий мир, созданный автором. С 2015 года рассказы Эльшана Мамедли номинировались на различные награды в зарубежных странах. Короткометражный фильм, снятый по его рассказу «Богомол», победил в конкурсе «Открытая Евразия» в Лондоне. Цикл рассказов писателя был издан в 2017 году в сборнике «Письмо мужу моей невесты». Последние годы Эльшан Мамедли работает над книгой «Рынок рабов» и снимает короткометражные фильмы на социальные темы.

### Книги
- Человек стоящий в 24-м ряду — 2013 (повесть)
- В конце было слово — 2015 (роман)
- Письмо мужу моей невесты — 2017 (сборник рассказов)
- Рынок рабов (роман)

### Рассказы
- Письмо мужу моей невесты
- Богу 16 лет
- Голубоглазая Залха[1]
- Небесная бюрократия
- Ангел предавший Человека
- Причина несчастья
- Луч света
- Красная дубинка
- Шаг мертвого поэта
- Тени идущие в никуда
- Пролог
- 126
- Жизнь говорящего глухонемого или как люди убили человечество
- Богомол
- Ослепленные зрением